# Sirène (Q123)
Pour les autres navires du même nom, voir Sirène (sous-marin).
La Sirène  (Q123) était un sous-marin de la Marine nationale française de l'entre-deux-guerres. Navire de tête de la classe Sirène, il a été construit aux Ateliers et Chantiers de la Loire à Nantes entre 1923 et 1927.

## Historique

### Marine Nationale
Jean-Marie Querville, un futur amiral, est le commandant de la Sirène de 1934 à 1936.
Lors de l'invasion de la Pologne le 1er septembre 1939, la Sirène fait partie de la 19ème Division de sous-marins à Toulon avec la Galatée, la Naïade et l'Argonaute.

Avec le déclenchement de la guerre, la division est placée sous le commandement du préfet maritime de la 3ème Région,. Les forces navales françaises à Toulon étaient principalement concernées par les forces italiennes opposées au cas où l'Italie soit entrée en guerre aux côtés de l'Allemagne nazie.

La Bataille de France commença lorsque les forces terrestres allemandes avancèrent en France, aux Pays-Bas, en Belgique et au Luxembourg le 10 mai 1940. La menace d'une entrée en guerre de l'Italie s'accrut par la suite et, en réponse, les Français commencèrent à stationner le 26 mai deux sous-marins basés à Toulon — dont la « Sirène » — en rotation aux Îles d'Hyères, à partir desquels ils pourraient atteindre les zones de patrouille défensive au large de Nice et Saint-Tropez dans les deux heures.
Le 1er Juin 1940, deux sous-marins sont en alerte en Corse, la Galatée (Capitaine de Corvette Bertrand) à Ajaccio, la Sirène (Lieutenant de Vaisseau HAMON) à Calvi.
 
Le 5 Juin, la menace italienne se précise, les mesures de défense sont renforcées. La Galatée est maintenue à une heure d'appareillage à Calvi, la Sirène est placée en repos à Ajaccio.

À partir du 10 Juin, la Galatée et la Sirène se tiennent à tour de rôle sur la côte Est de la Corse ou en face de Bastia ou d'Alistro en plongée le jour et en surface de nuit. Elles sont relevées le 19 par la Cérès et le Pallas.

### Marine du régime de Vichy
Le 25 juin 1940 à la suite de l'armistice, la Sirène fait toujours partie de la 19e Division de sous-marins à Toulon avec les mêmes sous-marins qu'au 1er septembre 1939.

Le 3 Juillet 1940, jour de l'attaque par les britanniques de Mers-el-Kébir, elle fait partie du groupe B avec l'Iris, la Vénus, la Sultane, le Pallas et la Cérès qui doit s'établir au Sud de l'île Ayre vers la côte d'Algérie entre Ténès et Dellys. Il doit ensuite rallier Oran. Ils reçoivent l'ordre de rallier Toulon le lendemain.

Le 9 Juillet 1940 à 20h00, la Sirène mouille en alerte aux Vignettes avec la Galatée, le Diamant, la Sultane et la Perle. La 19ème  est dissoute le 1er Septembre 1940.

En Septembre 1940, la Sirène est désarmée. Elle est cannibalisée pour donner des pièces de rechange aux autres bateaux.

Le 1 Novembre 1942, elle fait partie du 5ème sous-groupe qui regroupe la Galatée, la Naïade, la Thétis, l'Eurydice et le Diamant qui se trouve en gardiennage à Toulon.

Le 27 Novembre 1942, la Sirène se trouve dans la darse de Missiessy et se saborde à l'arrivée des troupes allemandes.

Le 21 Mars 1943, la Sirène est renflouée par les italiens (Société Serra Roma). Le lendemain elle coule de nouveau.

Le 25 Avril 1943 elle est remise à flot.

Après la capitulation de l'Italie face aux Alliés en septembre 1943, les Allemands prennent le contrôle de Sirène. Ils la déclarèrent « inutilisable » et, le 26 janvier 1944, la remorquent à Breigaillon (La Seyne-sur-Mer).

Le 29 Avril 1944, elle est coulée lors d'un bombardement U.S., elle est ensuite renflouée.

Le 16 Mai 1944, il est décidé que les sous-marins Sirène et Galatée seront restituées à la France, pour constituer une réserve de matériel.